# سيسيل بي. مور
سيسيل بي. مور (بالإنجليزية: Cecil B. Moore) هو محامي أمريكي، ولد في 2 أبريل 1915 في فيرجينيا الغربية في الولايات المتحدة، وتوفي في 15 فبراير 1979 في فيلادلفيا في الولايات المتحدة.